# 卢奥人
卢奥人（英語：Luo people）屬東非一個民族，主要分布於肯亞西部，是肯亞境內第三大民族（佔境內人口比例13%），使用盧歐下語支，以農業、漁業、畜牧業為主，喜愛音樂，是許多音樂風格的發源地，文化背景深受班圖文化影響。
其中一位知名人物是前美國總統巴拉克·歐巴馬。

## 民族分布、人口、語言

### 分布
盧歐人分布於肯亞西部，尼揚扎省周圍其餘分布於烏干達北部與東部、坦尚尼亞北部，也有一部分的人居住於肯亞首都奈洛比和港口都市蒙巴薩，也有一部分的人，被送到國外作為黑奴，而這些人分布在美洲各地。

### 人口
肯亞境內的盧歐人是第三大民族佔人口13%，估計有410萬（2010年）據官方資料，而肯亞執政政府透過人口普查方式縮小盧歐人的人數目的是降低該民族在當地的政治聲音，事實上在肯亞的盧歐人據估計超過500萬人，而在另一個主要分布區坦尚尼亞則有180萬（2010年），而所有的盧歐人總數實際上是超過700萬人的。

### 語言

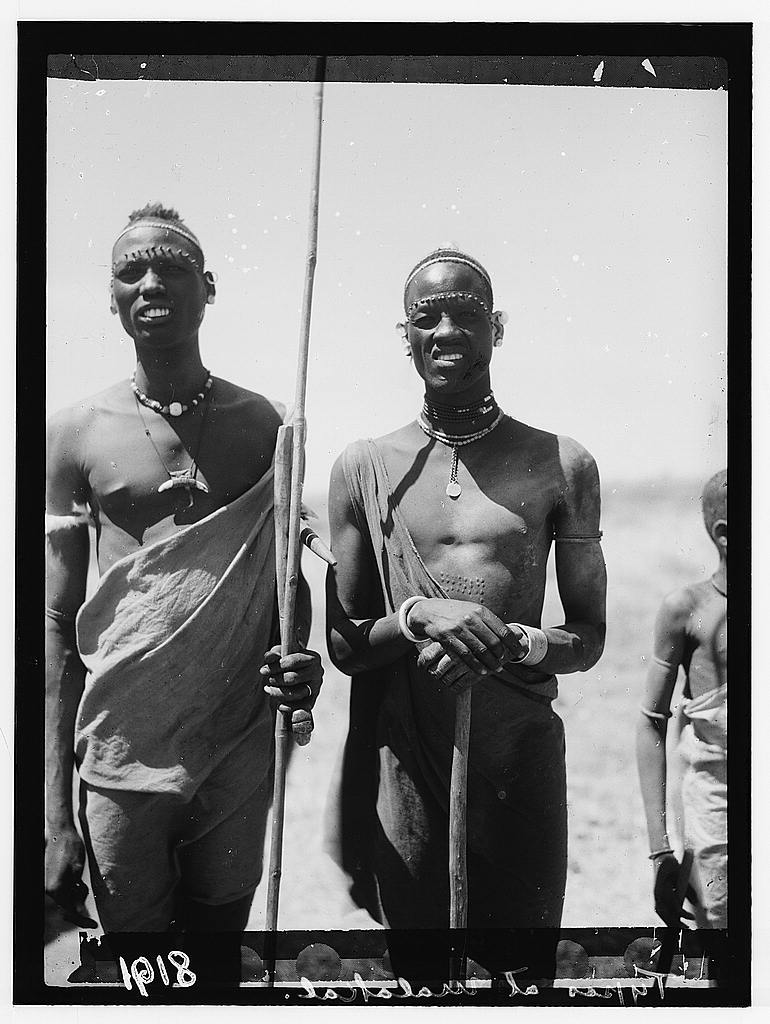
南蘇丹的盧歐人戰士

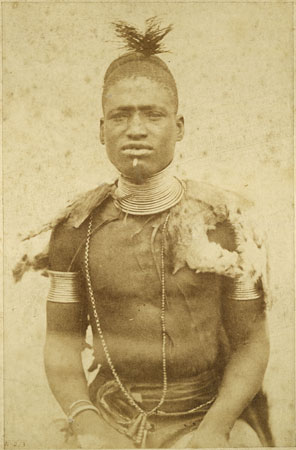
烏干達的盧歐人戰士

盧歐人的語言屬尼羅-撒哈拉語系東蘇丹語族尼羅語支西尼羅亞語支盧歐下語支，下列語言（民族）都屬盧歐人的子民族，語言來自同源，具高度相似性：
1. 蘭戈語（烏干達）（81%）
2. Shilluk （页面存档备份，存于）（南蘇丹）南蘇丹的盧歐人戰士
3. Pari （页面存档备份，存于）（南蘇丹）
4. Thuri （页面存档备份，存于）（南蘇丹）
5. Alur （页面存档备份，存于）（烏干達）（90%）
6. Acholi （页面存档备份，存于）（南蘇丹、烏干達）（83%）
7. Kumam （页面存档备份，存于）（烏干達）
8. Jopadhola （页面存档备份，存于）（烏干達）
9. 盧歐語（肯亞、坦尚尼亞）
10. Anuak （页面存档备份，存于）（衣索比亞、蘇丹）
11. Mabaan （页面存档备份，存于）（南蘇丹）
12. Funj （页面存档备份，存于）（蘇丹）烏干達的盧歐人戰士
13. Jumjum （页面存档备份，存于）（南蘇丹）
14. Blanda Boore （页面存档备份，存于）（南蘇丹）
15. Jokanywa（肯亞）
16. Luo Suba（肯亞）
17. Gambella（衣索比亞）
18. Anuak（衣索比亞）
19. Jur Bel（南蘇丹）
20. Luwo （页面存档备份，存于）（南蘇丹）
21. Jonam（北烏干達）

## 地理環境
盧歐人居住地以肯亞為主。

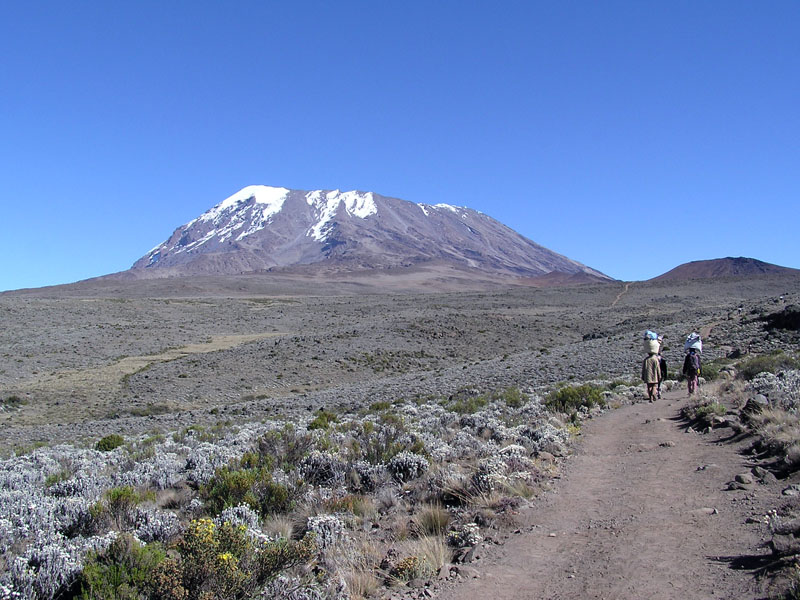
非洲最高峰吉力馬札羅山

位於非洲東部，赤道橫貫中部，土地面積約58萬367平方公里。東鄰索馬利亞，南接坦尚尼亞，西連烏干達，西北與南蘇丹、北與衣索比亞交界，東南瀕印度洋。
大部为高原山地；东部海拔500米，西部是东非裂谷带的东支，海拔2000－3000米，國名因肯尼亚山而來，海拔5,199米，為境內最高峰，亦為非洲第二高峰；印度洋沿岸是宽约200公里的平原。
赤道贯穿中部，以北半沙漠气候占优势，以南主要属热带森林和热带草原氣候；高地温和，低地湿热，3,500米以上高山有时落雪。
肯亞地勢由海岸平原向中央高原爬升，高原區被東非大裂谷一分為二。由肯亞可見位於邊境、坦尚尼亞界內的非洲第一高峰乞力马扎罗山。

盧歐人居住地以坦尚尼亞為第二多。
坦桑尼亚位于非洲东部、赤道以南。北与肯雅和乌干达交界，南与赞比亚、马拉维、莫桑比克接壤，西与卢旺达、布隆迪和为邻，东濒印度洋。大陆海岸线长840公里。东部沿海地区和内陆部分低地属热带草原气候，西部内陆高原属热带高地氣候。大部分地区平均气温21—25℃。桑给巴尔的20多个岛屿属热带海洋性气候，终年湿热，年平均气温26℃。
位於坦桑尼亞東北部的吉力馬札羅山，海拔5,895公尺，為非洲最高峰。
坦桑尼亞湖有坦噶尼喀湖、维多利亚湖和马拉维湖。

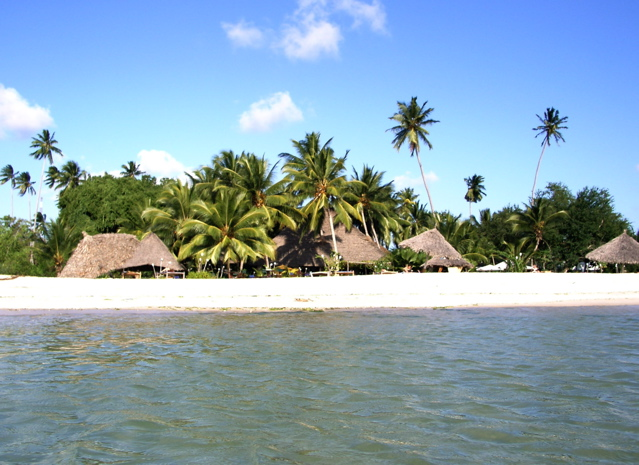
桑給巴爾的海灘

## 歷史沿革
盧歐人的歷史足跡遍布維多利亞湖周圍，與東非眾多民族透過戰爭、婚姻、遷徙等方式混合，相傳起源自南蘇丹，屬尼罗特人的一部分，而分割成一群一群的群體有各自不同的民族史。
盧歐人的歷史是極為複雜的，透過通婚及戰爭，盧歐人主要分為南、北兩個群，北部的盧歐人主要生活在蘇丹南部，而南部盧歐人約在800年前向南遷移至加扎勒河地區（Bahr el Ghazal area），其原因判斷是因為蘇丹穆斯林中世紀征服所引發的。
北盧歐人的進一步分化是在15世紀中，一個名為Shilluk（或Chollo）的國（nation）的首領：Nyikango與弟弟吵架後，沿尼羅河像北移居，建立封建社會，而帕里人（Pari people）相傳是與Nyikango的盧歐人後裔。

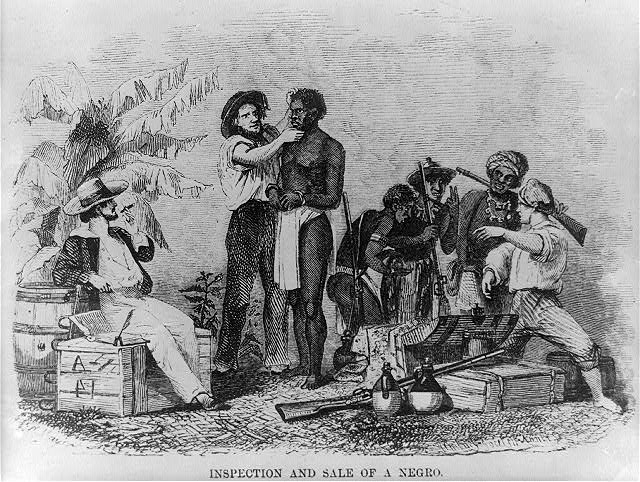
殖民時代歐洲人在東非拐賣黑奴

在西元1500年左右，一群盧歐人的分支（Biito）遇到了班圖語的人民生活在Bunyoro的區域。這些定居盧歐蘭與班圖，建立了Babiito王朝取代Kitara帝國的Bachwezi王朝。失去了原有的語言與文化。
19世紀，軍國主義擴展，其中班圖人（Luyia）居住地區發展最興盛，直到英國殖民進入（19世紀末）才停止人口移動。而殖民地式的畫分國界使部分盧歐人再次被分割開。

## 產業與生活
盧歐人以漁業、農業、畜牧業為主，從事小規模農業、佃農（漁業）、勞工等。將其產業與生活分為現代化前的飲食生活與工藝及現代化後的金融、現代經濟。

### 飲食生活
耕種是由女人主導，將一塊地分給眾多妻子耕種，並將種植出的作物到市場進行交易，作物的部分包含高粱、玉蜀黍、小米、樹薯和甜薯等。
畜牧的動物包含牛、羊、雞等，其中羊、雞、魚屬於日常肉類，牛肉通常只在慶典、重要節日食用，因為牛隻被視為是珍貴財產，富裕的象徵，而牛奶則是日常飲食的一部分。

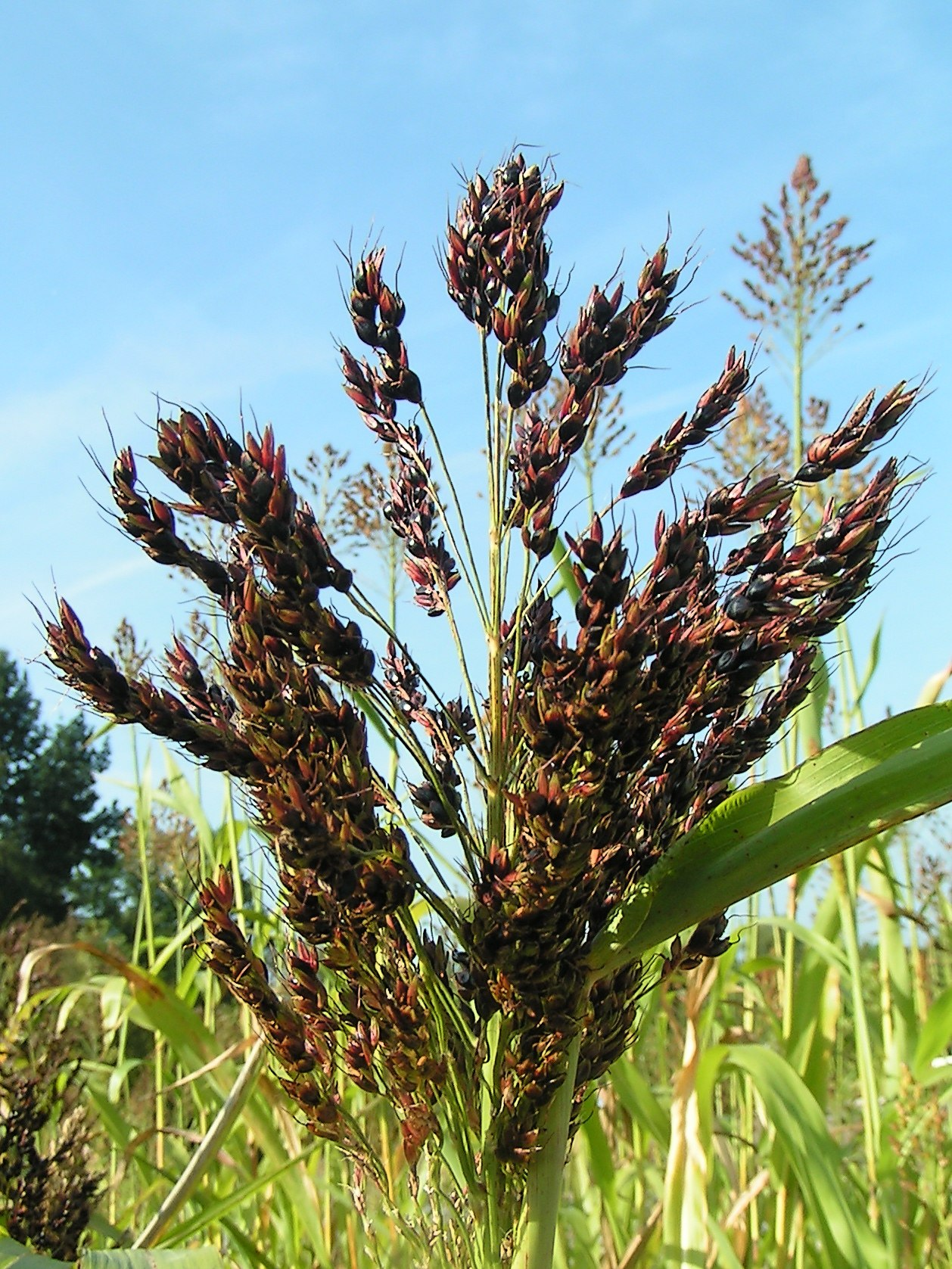
高粱

漁業的部分，盧歐人會因居住地到鄰近的湖泊捕魚，例如到尼亞沙湖從事漁業，同時盧歐人存在一種特殊的佃農漁業，向他人承租船隻、漁具進行漁業，湖中的魚種皆是捕食的對象，其中常見的吳郭魚也是其中之一。
此外，盧歐人也有釀製一種非法的蒸餾酒chang'aa，可以自行飲用或買賣。

### 工藝
盧歐人傳統工藝採性別分工，主要分為製陶與編織籃子，製陶的功能主要是將陶器作為盛裝、烹飪的工具，由女人負責製作；編籃則由男人負責，雖然製陶為女人的工作，但會製陶的女人占盧歐人的女性比例不到百分之一。

### 金融、現代經濟
盧歐人的現代經濟發展是從20世紀英國殖民後開始，其中的賦稅制度（hut）是指盧歐人男子提供勞力去種植作物或建造鐵路代替金錢做為一種賦稅的替代。
事實上，有三分之一的中年盧歐人去從事外籍勞工，工作大部分是種植咖啡、棉花，其中包含許多送往美洲的黑奴，甚至有部分的盧歐人從事外籍傭兵。

## 社會、家庭與婚姻
盧歐人是父系社會，實行土地所有制，也就是將所有的農地、水、火柴，陶土都進行分配，社會是敬老的，而女人（妻子）被男人（丈夫）授權耕種是一種美德，代表肯定女性在家中的地位。
盧歐人社會與文化授周圍班圖文化影響很深。

### 婚姻
婚姻是一夫多妻制，禁止近親結婚，婚後妻子搬入夫家居住，婚禮越隆重顯現夫家的財富，婚禮舉行關係到夫家的面子，盧歐人會宰殺牛、羊等牲畜慶祝，同時婚禮的矩形也在意參加的人數，人數越多代表夫家的名聲越好。
而婚姻儀式，由新郎支付禮金、費用給新娘的母親，再將牛隻給新娘父親，但因融入基督教後，傳統婚禮儀式以不多見，目前仍以基督教式婚禮為主。
女人在結婚之後依舊保留自己的父姓在名字後，而人的地位就是根據後面的姓氏判斷。
如果丈夫死亡後，妻子原則上會由兄弟負責照顧（再娶）。

### 親屬繼承
親屬關係對盧歐人而言是很重要的，是識別身分、政治的重要依據，透過一族通婚將土地進行整合。
繼承由兒子繼承權力及土地，重視長幼順序，長子會收到最大的分配，依長幼順序決定分配多寡，例如：當盧歐人要分配土地時，將土地分成數塊，最大的兒子可以拿到最中間的一塊地，第二個兒子則拿到右側的土地，第三則拿到左側土地，中間的土地代表著權力、責任，得到中間土地的長子象徵著接管責任，而權力與責任則是由死者的兄弟繼承，直到同輩兄弟死亡才將權力交由下一代的長子，權力的象徵表現在可以優先食用肉類的最佳部位、在種植、畜養有優先權、能優先擁有自己的漁船等，同時也必須成為與死去祖先的溝通者（靈媒）。
妻子不得繼承，財產交由兄弟，妻子則在夫家從事家務，由自己（夫家）的最小兒子扶養。

#### 土地分配
如同前面所提的土地分配，土地分配的同時就是正在進行家族的權力分配，通常最大的兒子取得中間的土地會超過自己該擁有的土地範圍，且與原本所屬家庭有一定區隔，因為屬一夫多妻制，土地分配是極為複雜且不同的部落也有不同的特殊情況分法。

## 信仰與節日
許多在烏干達的盧歐人，包括：Langi、Acholi和Alur等，本有割禮，因為認為人會禁不起割禮的痛楚，因此以拔除六顆下排前牙代替割禮。
1907年，Johanna Owalo創立第一個非洲獨立的教堂被稱為野宮或翻作「我被賦予使命」，是由基督教、伊斯蘭教與非洲傳統宗教混合後的教堂，教會向剛出生8天的男嬰實行割禮以及向北祈禱朝拜都是宗教混合的證明，目前光在尼亞沙湖地區有超過80萬人為野宮教會的追隨者，其他地區也有類似的教會包含：Legio Maria、Roho和Fwenya等。

## 藝術與文學

### 音樂與舞蹈
傳統上，音樂是盧歐人最廣泛的藝術領域，在任何時間都會進行，是具功能的通常用於儀式、宗教、政治或其他目的，其音樂是建立在生產及生活方式上的，正因如此，不同的音樂風格通常反映出來自不同的生產方式甚至是不同的部落。
通常音樂風格是抒情的，透過人聲表達，節奏中有很多切分音，歌曲通常是以獨奏表達，以聖歌為代表，演奏著不規則的節奏與詞然後插入舞蹈以dudu舞為經典。
盧歐人音樂的特色是會在音樂中插入其他的吟唱，當吟唱停止時，音樂繼續然後開始跳舞使得舞蹈不會顯得過於瘋狂、誇張，這被稱為Pakruok。還有一種獨特的泣聲，Sigalagala，即代表著音樂表演的高潮。Sigalagala主要由婦女完成。Tero buru在葬禮中使用，表達死者離去、並安慰死者的家屬，讓人們徹夜難眠，同時也有慎終追遠的功用。
此外，啤酒節會使用Dudu與ohangla舞，有歡迎戰士從戰爭中歸來的意思；在節慶中的摔角比賽也會使用Olengo；此外無論是在除草、搗穀物、建築、結婚等都有其獨特的音樂。
民族音樂的舞蹈風格是典雅大方，腿的動作會與身體擺動相反與音樂的切分音節拍或肩膀的搖動大力腰部，像是nyatiti（一種八弦樂器的音樂）。

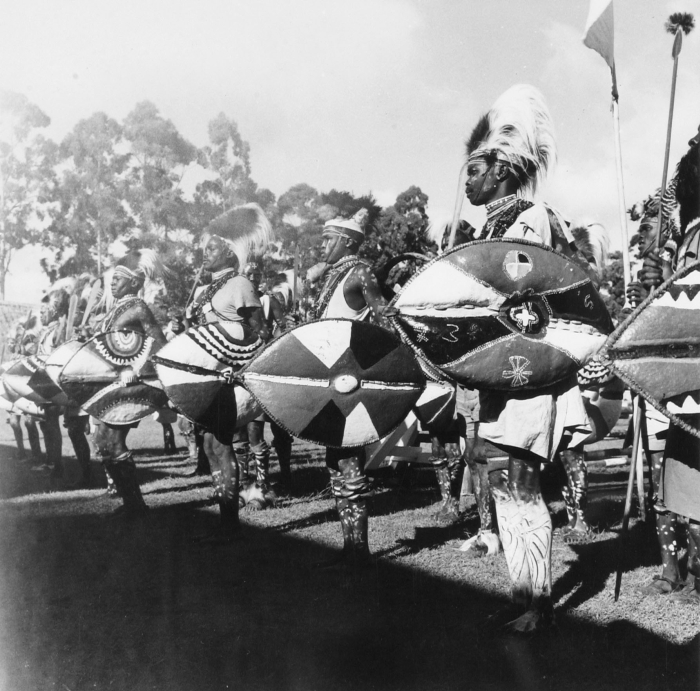
盧歐人的舞蹈

盧歐人的音樂風格統常與本戈（benga style （页面存档备份，存于））有關，其中的歌曲Dholuo利用斯瓦希里語或英語唱出熱烈的吉他即興表演,它起源於20世紀50年代與盧歐人音樂家試圖使用自己的傳統舞蹈節奏適應西洋樂器，吉他也就此取代了nyatiti （页面存档备份，存于）作為弦樂器。
盧歐人也有豐富的打擊樂器例如鼓、響板、金屬環、振動篩和一種ongeng'o 或叫gara的樂器。
Ayub Ogada 是一個盧歐人歌手及nyatiti的玩家在2005年時他的兩個歌曲，艾貝多伊格雷西亞斯與疑雲殺機中的曲子受到奧斯卡金像獎的提名。
總而言之，來自盧歐人的音樂風格包含Benga, Ohangla, Dudu, Nyatiti, Otenga, Afro-Fusion, Afro-house, Afro-jazz, Kenyan Gospel, Genge等。